# I diavoli volanti
I diavoli volanti (The Flying Deuces) è un film del 1939 diretto da A. Edward Sutherland e interpretato da Stan Laurel e Oliver Hardy.
È il remake di I due legionari, prodotto da Hal Roach nel 1931, dove i due si arruolano per dimenticare un'altra pena d'amore e lì scoprono che tutti gli arruolati, compreso il capo dei ribelli, sono tutti innamorati della stessa donna.
Fu il primo film della coppia a non essere prodotto da Roach e dalla MGM, ma da Boris Morros e dalla RKO Radio Pictures.

## Trama

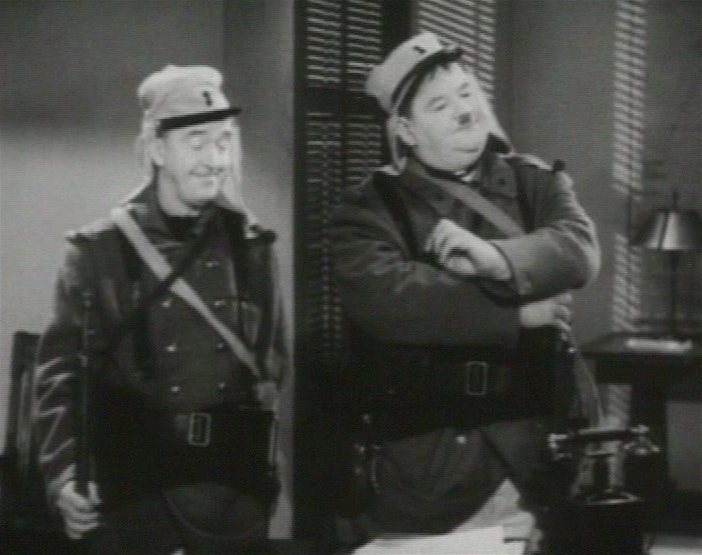
Una scena del film

Anni '30. Stanlio ed Ollio sono due onesti pescivendoli americani in vacanza di piacere a Parigi. Ollio soffre di pene d'amore per Giorgetta, la figlia del titolare dell'albergo in cui alloggiano, la quale gli confessa di essere già impegnata, ma non gli precisa per questo di essere già sposata. Sopraffatto dalla delusione, Ollio tenta il suicidio nella Senna, rivelando prima a Stanlio che vorrebbe reincarnarsi in un cavallo; mentre cercano il modo di gettarsi nel fiume incontrano Francesco, un misterioso uomo che gli consiglia di arruolarsi nella legione straniera, per consentire ad Ollio di dimenticare Giorgetta ed evitare un gesto estremo.
I due amici si arruolano avviandosi verso il Marocco, all'epoca protettorato francese, ma a causa del duro lavoro, oltretutto non ben pagato, si rifiutano di obbedire agli ordini e preparano un biglietto di saluto credendo di poter impunemente lasciare l'arruolamento. Non si accorgono però che accidentalmente, durante i lavori di punizione conseguenti, fanno cadere sulla montagna di biancheria da lavare un barile col fuoco acceso proprio a fianco del banco da lavoro, incendiando così tutti i panni. Il comandante, vedendo con i propri occhi il danno provocato dalle due reclute, ne ordina immediatamente l'arresto con la reclusione. 
Nel frattempo Ollio asserisce di aver dimenticato del tutto Giorgetta, ma va a chiedere informazioni proprio a lei, appena giunta sul posto con l'aereo per stare assieme a suo marito Francesco, sulla possibilità di ottenere un mezzo di trasporto per uscire dal campo militare; Ollio la corteggia in maniera eccessiva, ma arriva Francesco ingelosito che lo minaccia. Ollio, ignaro che Francesco è suo marito, giura solennemente di non toccarla mai più. Mentre si apprestano ad andarsene, la ronda della legione straniera li trova, li arresta e quindi vengono condannati a morte per fucilazione in quanto disertori: la sentenza verrà eseguita la mattina all'alba.
Mentre sono in prigione, un anonimo getta un bigliettino all'interno della loro cella, informandoli della presenza di una botola sotterranea che conduce fuori della prigione. I due quindi scappano ed escono, senza saperlo, direttamente dalla cantina dell'appartamento di Giorgetta e Francesco. Stanlio, si nasconde insieme ad Ollio dentro un armadio; sorpresi da Francesco, i due se la danno a gambe con i soldati della Legione alle calcagna.
Si nascondono su un aereo militare, che viene poi accidentalmente avviato da Stanlio; dopo tante acrobazie aeree ed ostacoli di panni e piccioni, l'aereo li porta fuori dai confini del Marocco, salvandoli dai soldati. Il velivolo militare però precipita: Stanlio ne esce indenne, mentre Ollio muore e la sua anima si innalza in cielo salutando per l'ultima volta l'amico Stanlio.
Tempo dopo Stanlio, tornato in America, mentre cammina da solo per un bosco, sente un fischio: è il suo amico Ollio reincarnato in un cavallo, sceso dall'aldilà con il suo spirito, con tanto di baffi e bombetta; i due amici così sono di nuovo riuniti, anche se Ollio ora ha le sembianze di un equino.

## A ZonzoovveroGuardo gli asini che volano nel ciel
La versione doppiata in italiano del film contiene il celebre motivo Guardo gli asini che volano nel ciel, brano che riprende la melodia composta da Gino Filippini per la canzone del 1942 intitolata A zonzo (con testo originale di Riccardo Morbelli), uno dei primi successi di Ernesto Bonino. Il nuovo testo è cantato da Alberto Sordi, all'epoca doppiatore italiano di Ollio. Nel film in inglese la canzone originale, cantata da Oliver Hardy (Ollio) in persona, era Shine On, Harvest Moon (popolare brano del 1908 della coppia Nora Bayes e Jack Norworth). Grazie anche a questo intermezzo musicale, accompagnato dai balli di Stanlio e Ollio, il film divenne uno dei più famosi del duo comico.
La canzone A Zonzo è presente in due film di Gabriele Salvatores: prima in Turné (1990), dove viene cantata da Diego Abatantuono, Fabrizio Bentivoglio e Ugo Conti ed è anche presente nella versione originale di Alberto Sordi durante i titoli di coda; quindi in Happy Family (2010), dove viene cantata da Fabio De Luigi mentre fa la doccia. La canzone venne cantata anche da Paolo Villaggio e Renato Pozzetto nel film Le nuove comiche.

## Produzione
Sebbene ambientato in Francia ed in Marocco, in realtà le riprese sono interamente state realizzate a Los Angeles, California, fra: i General Service Studios, Iverson Ranch e l'Aeroporto di Van Nuys. Il rapporto tra Laurel e il regista fu tempestoso; in seguito il regista dichiarerà che preferiva essere morso da una tarantola piuttosto che continuare a lavorare con Laurel.

## Distribuzione
Anni dopo l'uscita del film la RKO perse i diritti dell'opera, lasciandoli a Morros, il produttore; quindi il film diventò di pubblico dominio.. Per questo oggi è uno dei film del duo comico più diffusi al mondo.
Il doppiaggio italiano di Mauro Zambuto e Alberto Sordi è stato realizzato con il disegno di nuovi titoli di testa italiani e un commento musicale differente dall'originale. Alcune brevi sequenze non sono state doppiate, tanto che la versione italiana è più breve, per circa 65 minuti di durata. La versione colorata sia Americana che italiana  è priva di alcune scene rispetto all'originale, per una durata di 62 min.
È stato recentemente restaurato con l'aggiunta di scene inedite sottotitolato in italiano.

## Curiosità
- Durante la lavorazione del film, Oliver Hardy conobbe una segretaria di edizione, Virginia Lucille Jones, che sposò l'anno seguente e con la quale visse felicemente fino alla propria morte.
- La scena del cunicolo scavato sottoterra, è ripresa dalla comica muta I due galeotti (1927). La scena dell'aereo impazzito verrà ripresa dai comici, con meno gag, ne Il grande botto (1944).